# رومن شارونوف
رومن شارونوف (روسی: Роман Серге́евич Шаронов؛ زادهٔ ۸ سپتامبر ۱۹۷۶) یک بازیکن فوتبال اهل روسیه است.
از باشگاه‌هایی که در آن بازی کرده‌است می‌توان به روبین کازان اشاره کرد.
وی برای تیم ملی روسیه ۸ بازی انجام داده و ۰ گل به ثمر رسانده‌است. پست تخصصی این بازیکن نیز، دفاع است.